# Meimi Tamura
Meimi Tamura (田村芽実, Tamura Meimi, née le 30 octobre 1998 à Isesaki, au Japon) est une chanteuse et idole japonaise du Hello! Project, membre depuis 2011 du groupe de J-pop S/mileage renommé Angerme en 2015.

## Biographie
Meimi Tamura débute en 2004 à cinq ans, à l'occasion d'une tournée du chanteur Kiyoshi Hikawa. Elle participe ensuite à plusieurs comédies musicales entre 2006 et 2011, dont celle adaptée de la série Shugo Chara! en 2009. En août 2011, elle est choisie par le producteur Tsunku après une audition nationale pour rejoindre S/mileage, avec quatre autres nouvelles membres. Elle participe également au groupe Mobekimasu avec les autres membres du H!P durant les mois qui suivent.

## Groupes

### Au sein du Hello! Project
- S/mileage (2011–2016)
- Hello! Project Mobekimasu (2011)

## Discographie

### Avec S/mileage / Angerme

#### Singles
- 28 septembre 2011 : Tachia Girl
- 28 décembre 2011 : Please Miniskirt Post Woman
- 1er février 2012 : Chotto Matte Kudasai!
- 2 mai 2012 : Dot Bikini
- 22 août 2012 : Suki yo, Junjō Hankōki
- 28 novembre 2012 : Samui ne
- 20 mars 2013 : Tabidachi no Haru ga Kita
- 3 juillet 2013 : Atarashii Watashi ni Nare! / Yattaruchan
- 18 décembre 2013 : Ee ka!? / "Ii Yatsu"
- 30 avril 2014 : Mystery Night! / Eighteen Emotion
- 20 août 2014 : Aa Susukino/Chikyuu wa Kyou mo Ai wo Hagukumu
- 4 février 2015 : Taikibansei / Otome no Gyakushuu
- 22 juillet 2015 : Nanakorobi Yaoki / Gashinshoutan / Mahoutsukai Sally
- 11 novembre 2015 : Desugita Kui wa Utarenai / Dondengaeshi / Watashi
- 27 avril 2016 : Tsugitsugi Zokuzoku / Itoshima Distance / Koi Nara Tokku ni Hajimatteru

#### Albums
- 30 mai 2012 : S/mileage Best Album Kanzenban 1
- 22 mai 2013 : 2 Smile Sensation
- 25 novembre 2015 : S/mileage / Angerme Selection Album "Taiki Bansei"

#### Bande originale
- 6 août 2014 : Engeki Joshi-bu "Lilium -Lilium Shôjo Junketsu Kageki- (par « Morning Musume '14 x S/mileage »)

### Autres participations
- 16 novembre 2011 : Busu ni Naranai Tetsugaku (single avec Hello! Project Mobekimasu)

## Filmographie

### Films
- 2012 : Kaidan Shin Mimibukuro•Igyô (怪談新耳袋・異形) (Misaki)

### Dramas
- 2012 : Suugaku♥Joushi Gakuen (数学♥女子学園)

## Performances scéniques partielles
- 2007 : La Mélodie du bonheur : Gretel
- 2008 : La Mélodie du bonheur : Marta
- 2009 : Shugo Chara! (しゅごキャラ!) (Yuiki Yaya)
- 2014 : LILIUM : Marigold
- 2017 : Grand Guignol : Kiki Watson
- 2018 : Marigold : Gerbera
- 2019 : Love's Labour's Lost : Jaquenetta
- 2020 : West Side Story : Maria
- 2021 : Grease : Rizzo
- 2022 : Hairspray : Amber Von Tussle
- 2023 : Mean Girls : Janice
- 2023 : Le Rouge et le Noir : Mathilde de la Mole
- 2025 : Six : Anne Boleyn
- 2025 : Kinky Boots : Lauren
- 2026 : Pretty Woman : Vivian Ward

## Divers

### Programmes TV
- 2011–2012 : HELLO! PRO TIME (ハロプロ！ＴＩＭＥ)
- 2012 : S/mileage no Sono Joshiki Choto Mate Kudasai! (スマイレージのその常識チョトマテクダサイ!)

## Liens
- (ja) Profil officiel